# HD 139980
HD 139980, h Волка (лат. h Lupi) — одиночная звезда в созвездии Волка на расстоянии приблизительно 264 световых лет (около 81 парсека) от Солнца. Видимая звёздная величина звезды — +5,24m.

## Характеристики
HD 139980 — жёлто-оранжевый гигант спектрального класса G8-K0III, или G9III, или G7, или K0. Масса — около 2,67 солнечных, радиус — около 11,863 солнечных, светимость — около 60,329 солнечных. Эффективная температура — около 4839 K.

## Планетная система
В 2019 году учёными, анализирующими данные проектов HIPPARCOS и Gaia, у звезды обнаружена планета.